# Anita Lasker-Wallfisch
Pour les articles homonymes, voir Lasker et Wallfisch.
Anita Lasker-Wallfisch, née le 17 juillet 1925 à Breslau (ville allemande) est une violoncelliste de renommée mondiale et une survivante de l'Orchestre des femmes d'Auschwitz.

## Biographie
Lasker est née à Breslau en province de Basse-Silésie (Allemagne), d'une famille juive, et a deux sœurs (Marianne et Renate Lasker-Harpprecht). Son père est avocat, sa mère violoniste. Ils souffrirent des discriminations à partir de 1933 mais comme leur père s'était battu au front durant la Première Guerre mondiale, il avait obtenu la croix de fer, ce qui fit penser à sa famille qu'elle était relativement à l'abri des persécutions nazies.
Marianne, la sœur la plus âgée, s'envola pour l'Angleterre en 1941. En avril 1942, les parents d'Anita furent emmenés et on suppose qu'ils sont décédés près de Lublin en Pologne. Anita et Renate n'avaient pas été déportées car elles travaillaient dans une usine de papier. Là, elles firent la connaissance de prisonniers de guerre français et commencèrent à fabriquer de faux papiers pour permettre aux travailleurs forcés français de traverser la frontière pour revenir en France. En septembre 1942, elles essayèrent de s'échapper vers la France, mais furent arrêtées pour contrefaçon à la gare de Breslau par la Gestapo. Seule leur valise, qu'elles avaient placée dans le train, s'échappa. La Gestapo était préoccupée par la perte de cette valise, et nota consciencieusement sa taille et sa couleur.

« J'étais en prison depuis un an. Puis un jour on me convoqua. Une valise était arrivée, pouvais-je l'identifier ? C'était ma valise. Ils ont tout volé, tué tout le monde, mais ma valise était ce qui comptait vraiment pour eux. Ils avaient trouvé une valise et tout allait bien, encore que je ne l'ai jamais revue, car ils la transportèrent dans les caves de la prison et plus tard j'ai vu une garde porter l'une de mes robes. »

Anita et sa sœur furent finalement envoyées à Auschwitz dans des trains-prisons pour voyageurs et non par wagons à bestiaux. « À mon arrivée, une jeune déportée chargée de me faire intégrer le camp me demanda ce que je faisais avant la guerre. Je lui dis que je jouais du violoncelle. Quelle idiotie. « Génial ! » dit-elle. « Tu es sauvée. » Elle appela la femme qui dirigeait l'orchestre, Alma Rosé. Il se trouve qu'il n'y avait pas de violoncelliste. Il y avait des instruments incroyables dans l'orchestre - des mandolines, des accordéons - mais pas de violoncelle, alors j'étais comme la manne envoyée du ciel. ». Sa participation à l'orchestre composé de 40 musiciens la sauva car les violoncellistes étaient difficiles à remplacer. L'orchestre jouait des marches lorsque les travailleurs esclaves quittaient le camp pour leur journée de labeur et lorsqu'ils rentraient. Ils donnaient également des concerts pour les SS.
Quand en octobre 1944, l'Armée rouge se rapprocha, Auschwitz fut évacué. Anita fut amenée dans un train avec 3000 autres à Bergen-Belsen et survécut six mois avec pratiquement rien à manger. Après sa libération, sa sœur Renate, qui maîtrisait l'anglais, devint interprète pour l'Armée britannique.
En 1946, Anita et Renate s'installèrent en Grande-Bretagne avec l'aide de Marianne, sa troisième sœur. Anita rejoint le English Chamber Orchestra, l'un des principaux orchestres de chambre anglais à Londres, jouant à la fois en tant que musicienne de l'orchestre et comme artiste solo. Elle participa à des tournées internationales mais ne revint en Allemagne qu'en 1994 avec cet orchestre. Elle est la mère de Raphael Wallfisch, également violoncelliste (né en 1953). Elle vit à Londres.

## Œuvres
- A. L.-W.: La Vérité en héritage : La Violoncelliste d'Auschwitz Albin Michel, 2003  (ISBN 2226104623)
- (de) A. L.-W.: Ihr sollt die Wahrheit erben. Die Cellistin von Auschwitz. Erinnerungen Rowohlt, Reinbek, 2000,  (ISBN 3499226707)

## Filmographie
- L'ombre du Commandant de Daniela Volker, 2024 [2]